# Désiré Raoul-Rochette

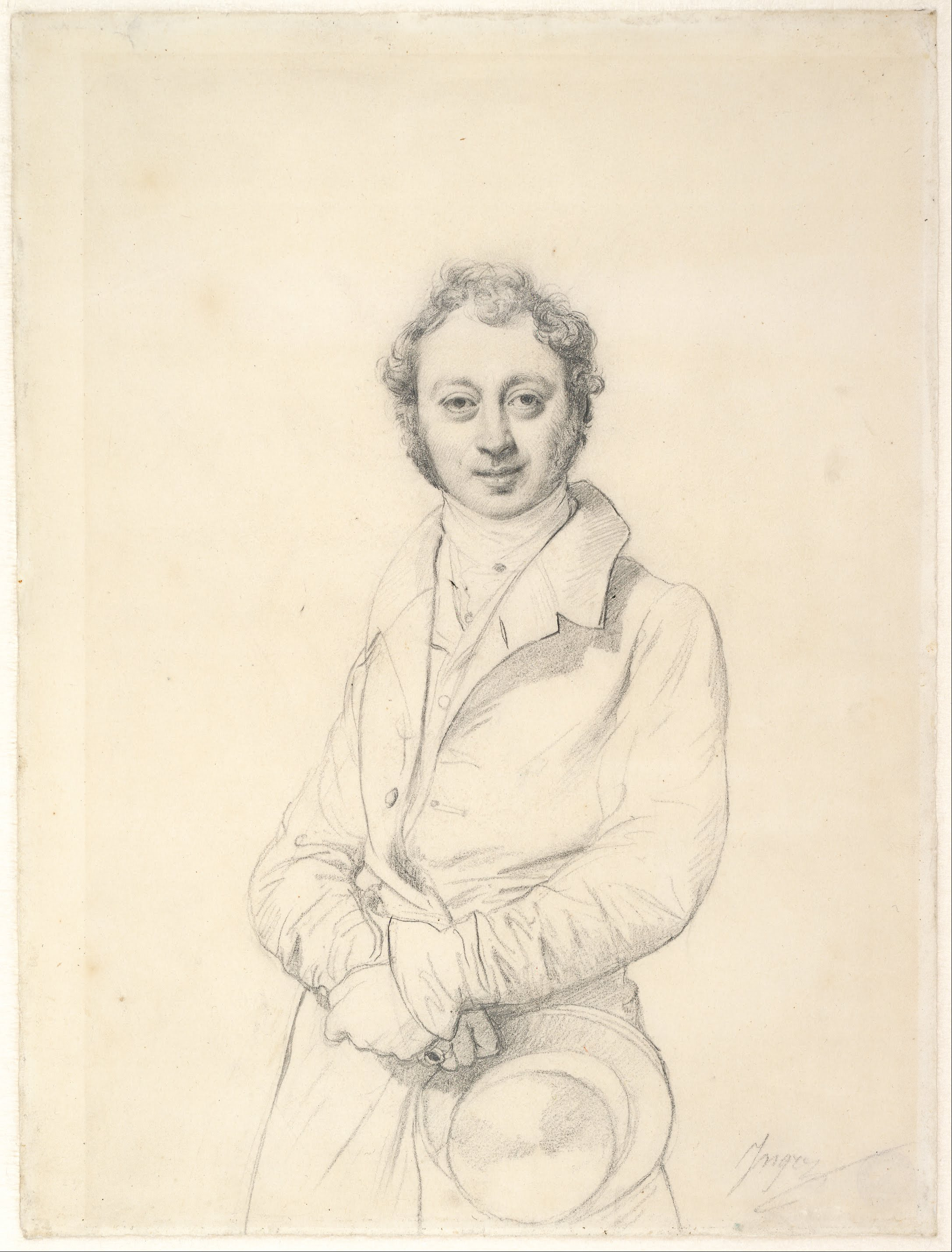
Désiré Raoul-Rochette, um 1830 gezeichnet von Jean-Auguste-Dominique Ingres

Désiré Raoul Rochette (genannt Raoul-Rochette, * 9. März 1789 in Saint-Amand, Département Cher; † 5. Juli 1854 in Paris) war ein französischer Klassischer Archäologe. Als Archäologe und Spezialist für Keramik, Epigraphik und Numismatik war er der führende Altertumswissenschaftler im Frankreich seiner Epoche.

## Leben und Werk
Raoul-Rochette, Sohn eines Arztes, absolvierte mit glänzendem Erfolg das Gymnasium in Bourges und das Studium an der École Normale Supérieure in Paris.

Geneve, lac, 1816

1813 wurde Raoul-Rochette Professor für Geschichte am Lycée Louis-le-Grand in Paris. Im folgenden Jahr erhielt er für seine Histoire critique del’établissement des colonies grecques den ersten Preis in einem Wettbewerb, den die Classe d’histoire et de littérature ancienne (die Vorläuferin der Académie des Inscriptions et Belles-Lettres) ausgeschrieben hatte. Dieser Erfolg verschaffte ihm mit 26 Jahren durch eine königliche Anordnung vom 21. März 1816 die Mitgliedschaft in der Académie des Inscriptions et Belles-Lettres. Verheiratet mit einer Tochter des Bildhauers Jean-Antoine Houdon besuchte er die Salons in Paris und empfing selbst seine französischen und ausländischen Kollegen. Als Redaktor des Journal des savants von 1817 bis zu seinem Tode war er für die Altertumswissenschaften zuständig. Er genoss deshalb internationales Ansehen, das seinen Austausch mit den bedeutenden Gelehrten Europas begünstigte.
Von 1818 bis 1848 war Raoul-Rochette als Nachfolger von Aubin-Louis Millin de Grandmaison Konservator des Cabinet des Médailles der Pariser Bibliothèque royale. Seine Kurse in Archäologie, von seinem Vorgänger begründet, die er seit 1828 in der Bibliothèque royale abhielt, waren in Frankreich einzigartig, genossen aber auch in Deutschland, England und Italien großes Ansehen.
Die freundschaftlichen Beziehungen zu Karl Benedikt Hase (1780–1864) erleichterten es Raoul-Rochette, einige der bedeutendsten deutschen Altertumswissenschaftler zu kontaktieren. Mit ihnen unterhielt er, ebenso wie mit englischen und italienischen Kollegen, eine ausgedehnte Korrespondenz: Sie liefert einen eindrucksvollen Beleg für die kraftvolle Vitalität, von der damals die internationale Gemeinschaft der Wissenschaftler erfüllt war. Er war bestrebt, die klassische und orientalische Archäologie als autonome Disziplin zu etablieren, ganz ebenso wie seine deutschen Kollegen Eduard Gerhard (1795–1867), Karl Otfried Müller (1797–1840) oder Ludwig Ross (1806–1859). Seine Korrespondenz mit diesen Gelehrten ist von großer Bedeutung für die Geschichte der Altertumswissenschaft und den internationalen Austausch in dieser Epoche.
Raoul-Rochettes wissenschaftlichen Werke verfasste er im Hinblick auf eine ‚Kunstgeschichte des Altertums’, die mit Ägypten und dem Alten Orient beginnen und dann Griechenland und Italien umfassen sollte. Wie Ludwig Ross davon überzeugt, dass die griechische Kultur vom Orient her beeinflusst gewesen ist, begann er bahnbrechende Forschungen, um schließlich eine ‚vergleichende Archäologie’ zu konzipieren.
Um die materielle Realität der antiken Kulturen kennenzulernen, unternahm er zahlreiche Reisen in den Mittelmeerraum. So reiste er 1826/27 nach Italien und Sizilien, gerade zu der Zeit, als sich die Entdeckungen bemalter Gräber in Etrurien häuften (Tarquinia-Corneto). Als 1828 die Nekropole von Vulci mit ihren zahllosen bemalten Vasen auf dem Besitz von Lucien Bonaparte, Fürst von Canino, entdeckt wurde, hat er zuerst die Aufmerksamkeit des Publikums und der gelehrten Welt auf diesen außerordentlichen Fund gelenkt. Wie sein Kollege und Korrespondent Eduard Gerhard trat er für die griechische Herkunft der in den Gräbern gefundenen Vasen ein. Seine Monuments inédits d’antiquité figurée grecque, étrusque et romaine (Paris 1828/29) beruhen auf den Resultaten dieser grundlegenden Reise nach Italien.
Seit der Gründung des Istituto di corrispondenza archeologica in Rom 1829 war Raoul-Rochette Mitglied und beteiligte sich aktiv an den Arbeiten dieser ersten internationalen Vereinigung für die Archäologie. Er war darüber hinaus Ehrenmitglied der Russischen Akademie der Wissenschaften (1822), auswärtiges Mitglied der Akademie der Wissenschaften zu Göttingen (1827) und der Bayerischen Akademie der Wissenschaften (1830), korrespondierendes Mitglied der Berliner Akademie (1832) und Mitglied der Académie royale des Sciences, des Lettres et des Beaux-Arts de Belgique (1843). Erneut reiste er 1832, 1843 und 1851 nach Italien. Aber ebenso interessierte er sich für Griechenland und war, wie sein Kollege Karl Benedikt Hase, 1829 Mitglied der Kommission der Académie, die 1829 das Programm der wissenschaftlichen Expedition nach Morea entwarf. 1838 reiste er im Auftrag des Erziehungsministeriums in Begleitung eines Architekten nach Griechenland zu den Ausgrabungen, die Ludwig Ross auf der Akropolis unternahm, aber auch nach Delos und Assos. Zwei Reisen nach Deutschland 1843 und 1846 vermittelten ihm die persönliche Bekanntschaft mit einigen seiner deutschen Briefpartner. Auch an der Gründung der École française d’Athènes war er beteiligt. 1838 wurde er Secrétaire perpétuel der Académie des Beaux-Arts. Nach der Revolution von 1830 hatte er freilich die königliche Unterstützung verloren und sich die Feindschaft von Jean Antoine Letronne (1787–1848) zugezogen, mit dem er in eine erbitterte Auseinandersetzung über die „Malerei bei den Griechen“ geriet.
Durch seinen Kurs in Archäologie und durch sein gesamtes Werk hat Désiré Raoul-Rochette entscheidend zur Entwicklung einer wissenschaftlichen Archäologie beigetragen, woran auch seine weitgespannte internationale Korrespondenz großen Anteil hatte.

## Bibliographie (Auswahl)

Lettres sur la Suisse, 1829

Eine vollständige Bibliographie in Ève Gran-Aymerich, Jürgen von Ungern-Sternberg: L’Antiquité partagée. Correspondances franco-allemandes 1823–1861. Karl Benedikt Hase, Désiré Raoul-Rochette, Karl Otfried Müller, Otto Jahn, Theodor Mommsen (= Mémoires de l’Académie des inscriptions et belles-lettres. 47). Académie des Inscriptions et Belles-Lettres, Paris 2012, ISBN 978-2-87754-272-2, S. 385–396.
- Histoire critique de l’établissement des colonies grecques. 4 Bände. Treuttel et Würtz u. a., Paris u. a. 1815, (Digitalisate: Band 1, Band 2, Band 3, Band 4).
- Lettres sur quelques Cantons de la Suisse, écrites en 1819. Nicolle, Paris 1820, (Digitalisat).
- Lettres sur la Suisse, écrites en 1820, suivies d'un Voyage à Chamouny et au Simplon. Nepveu, Paris 1822, (Digitalisat).
- Antiquités grecques du Bosphore-Cimmérien. Firmin Didot, Paris 1822, (Digitalisat).
- Considérations sur le caractère des arts de l’antique Égypte. Trouvé, Paris 1823, (Digitalisat).
- Histoire de la révolution helvétique de 1797 à 1803, Nepveu, Paris 1823, (Digitalisat).
- Monuments inédits d’antiquité figurée, grecque, étrusque et romaine. Recueillis pendant un voyage en Italie et en Sicile, dans les années 1826 et 1827. 2 Bände. Selbstverlag u. a., Paris 1828.
- Notice sur quelques médailles grecques inédites, appartenant à des rois inconnus de la Bactriane et de l’Inde. In: Journal des Savants. 1834, S. 328–344. S. 385–394.
  - Supplément. In: Journal des Savants. 1835, S. 513–528. S. 577–596. 640.
  - 2me Supplément. In: Journal des Savants. 1836, S. 65–83. S. 129–146. S. 193–205. S. 257–271.
  - 3me Supplément. In: Journal des Savants. 1838, S. 736–753.; 1839, S. 89–108.; 1844, S. 108–125.
- Peintures Antiques Inédites Précédées de Recherches sur l’Emploi de la Peinture dans la Décoration des Édifices Sacrés et Publics, chez les Grecs et chez les Romains; Faisant Suite aux Monuments Inédits. Imprimerie Royale, Paris 1836, (Digitalisat).
- Lettres archéologiques sur la peinture des Grecs. Partie 1.[2] Brockhaus et Avenarius, Paris u. a. 1840, (Digitalisat).
- Choix de peintures de Pompéi. La Plupart de Sujet Historique Lithographiées en Couleur par M. Roux et Publiées avec l'Explication Archéologique de Chaque Peinture et une Introduction sur l’Histoire de la Peinture chez les Grecs et chez les Romains. Lieferung 1–7.[3] Imprimérie Royale u. a., Paris u. a. 1844–1853, (Digitalisat).
- Mémoires d’archéologie comparée, asiatique, grecque et étrusque. Imprimérie Royale, Paris 1846–1848, (Digitalisate: Mémoire 1, Mémoire 2).
- Sur la topographie d’Athènes. In: Journal des Savants. 1851, S. 257–272. S. 353–371. S. 424–440. S. 549–562. S. 609–625. S. 735–751.